# Sunshine Open Invitational
O Sunshine Open Invitational foi uma competição de golfe do PGA Tour, a qual foi disputada uma única vez, em 1961, especificamente nos dias 23 e 26 de março no Clube de Golfe Bayshore, em Miami Beach, nos Estados Unidos. O torneio utilizou o sistema de 72 buracos e foi vencido por Gary Player, então com 25 anos, com 273 tacadas, quinze abaixo do par. Player recebeu o prêmio em dinheiro no valor de três mil e quinhentos dólares norte-americanos. Arnold Palmer ficou em segundo, ganhando dois mil e trezentos dólares. O Clube de Golfe Bayshore, hoje conhecido como Clube de Golfe Miami Beach, foi inaugurado em 1923.

## Campeão
- 1961 – Gary Player, com 237 tacadas, quinze abaixo do par[2][6]